# Frank Budd
Frank Budd (eigentlich Francis Joseph Budd; * 20. Juli 1939 in Long Branch, New Jersey; † 29. April 2014 in Marlton, New Jersey) war ein US-amerikanischer Sprinter und American-Football-Spieler.
1960 wurde er bei den US-Ausscheidungskämpfen für die Olympischen Spiele in Rom Zweiter im 100-Meter-Lauf. Bei den Spielen wurde er Fünfter über 100 m und gehörte in der 4-mal-100-Meter-Staffel zur US-Mannschaft, die im Finale disqualifiziert wurde.
1961 wurde er in der Weltrekordzeit von 9,2 s US-Meister über 100 Yards. Im selben Jahr stellte er am 3. August in Göteborg mit 10,2 s seine persönliche Bestzeit über 100 m auf. 1961 und 1962 wurde er US-Hallenmeister über 60 Yards. Bei der NCAA-Meisterschaft siegte er, für die Villanova University startend, 1961 über 100 Yards und 220 Yards und verteidigte 1962 seinen Titel über 100 Yards.
Am 15. Juli 1961 stellte er zusammen mit Hayes Jones, Charles Frazier und Paul Drayton in Moskau mit 39,1 s einen Weltrekord in der 4-mal-100-Meter-Staffel auf.
Auf der Position des Wide Receivers spielte er 1962 für die Philadelphia Eagles und 1963 für die Washington Redskins in der National Football League (NFL).